# کوئینز ول (آریزونا)
کوئینز ول (به انگلیسی: Queens Well) یک منطقهٔ مسکونی در ایالات متحده آمریکا است که در آریزونا واقع شده است. کوئینز ول ۶۲۲ متر بالاتر از سطح دریا واقع شده است.